# Mare de Déu de la Pietat del Castell d'Orcau
La Mare de Déu de la Pietat és l'antiga capella del castell d'Orcau. És romànica, i està profusament decorada a l'estil de les esglésies del segle xi, amb decoració llombarda. Anteriorment havia estat advocada a Santa Maria.
El 1074 és ja esmentada aquesta església, com a Santa Maria de Orkal, i més tard és profusament documentada. Fou parròquia fins que aquesta es traslladà al temple de Santa Maria de baix el poble. El 1758 ja està documentada dedicada a la Mare de Déu de la Pietat, i consta a les relacions del moment com a ermita.
Aquesta església, com tot el castell, rebé molt el 1938, en haver-s'hi instal·lat una fortificació militar de l'exèrcit franquista. Anys més tard, el 1962, s'ensulsiaren la façana de migdia i la volta, i tota l'església quedà en ruïnes. Tanmateix, romanen dempeus més de la meitat de l'absis i de la façana de ponent, i tot el mur nord.
Es tracta d'un temple d'una sola nau, que era coberta amb volta de canó, capçada per un absis amb decoració llombarda, i amb la nau segmentada en quatre trams gràcies a tres arcs torals. Per l'aparell, ben disposat però relativament petit, es pot concloure que és obra de la segona meitat del segle xi. Ara bé, els basaments de llevant presenten murs ciclòpies i fragments d'opus spicatum, que remeten a èpoques anteriors.

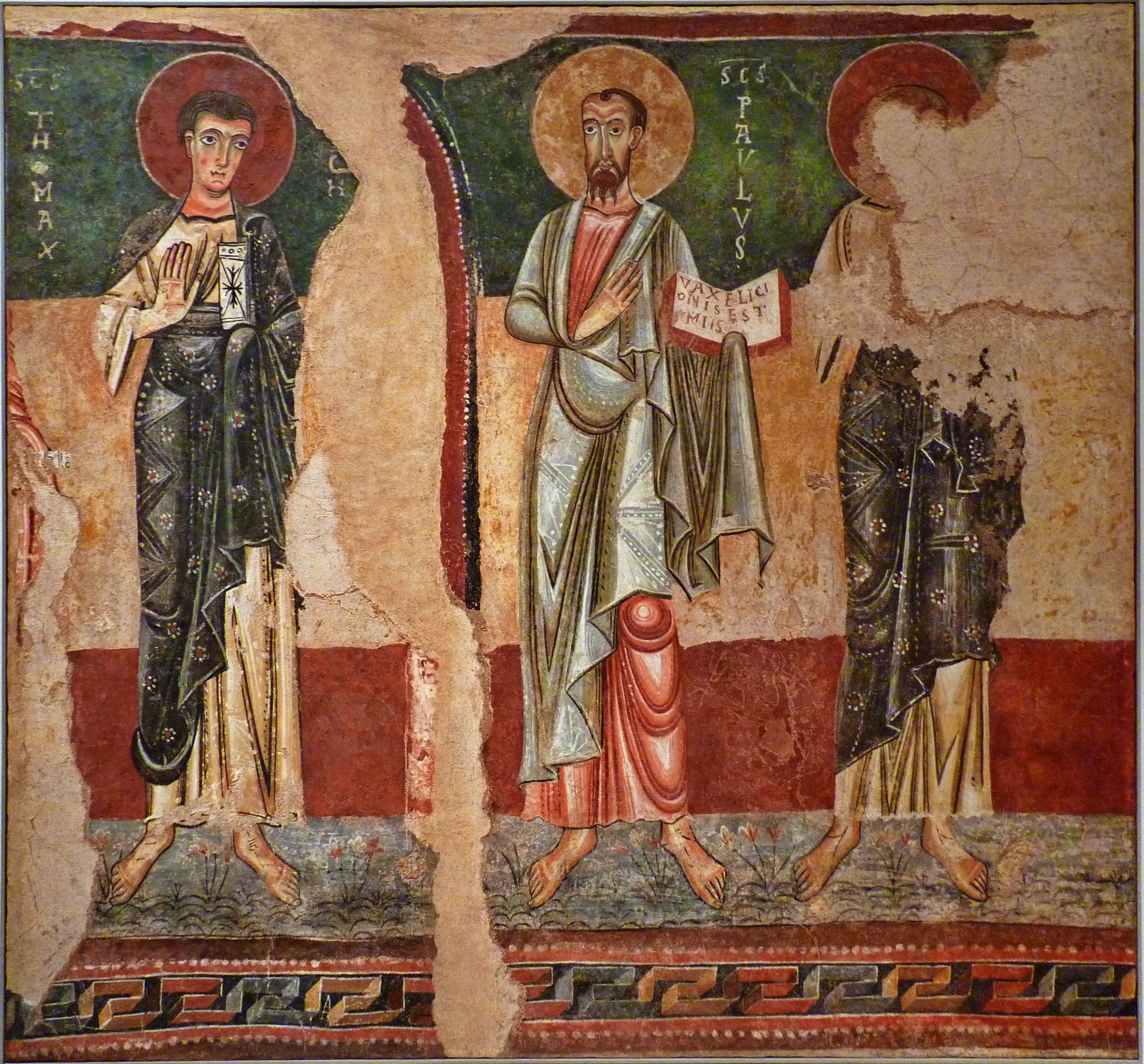
Apòstols d'Orcau (Museu Nacional d'Art de Catalunya)

Hi ha fotografies anteriors al 1962 que ens mostren la bellesa d'aquesta construcció medieval.
Al Museu Nacional d'Art de Catalunya es conserven unes magnífiques pintures murals romàniques, que mostren fragments d'imatges dels apòstols. S'hi reconeixen Sant Pau, Sant Tomàs i potser Sant Joan.
A les parets que romanen dempeus encara avui dia es poden observar dos fragments de pintures murals: un apòstol i l'intradós de la finestra de l'absis.